# Alveopora fenestrata
Alveopora fenestrata is een rifkoralensoort uit de familie van de Poritidae. De wetenschappelijke naam van de soort is voor het eerst geldig gepubliceerd door Lamarck.